# Llista d'antics monuments de Barcelona
Llista de monuments de Barcelona inclosos en l'Inventari del Patrimoni Arquitectònic Català però que en l'actualitat ja no existeixen.
Són elements que apareixen a l'inventari però que no apareixen al catàleg de Patrimoni Arquitectònic de Barcelona i dels que no s'ha pogut constatar que encara existeixin. En alguns casos, la mateixa fitxa de l'IPA ja en recull la desaparició (passada o imminent) en el moment de fer l'inventari. En altres casos, directament es pot comprovar que l'adreça indicada és ocupada per un edifici diferent i més actual.
S'inclouen també en aquesta llista, de manera provisional, els monuments dels que encara no s'ha pogut comprovar l'existència, ni directament ni amb la consulta de les fonts disponibles.
Vegeu les notes al peu per les raons de la inclusió de cada monument.
Un cas a part és el castell d'Olorda, que no només no apareix al catàleg de Patrimoni Arquitectònic de Barcelona, sinó que segons algunes fonts en una data tan reculada com el 1430 ja no en quedaven ni les restes, però segueix estant protegit com a Bé Cultural d'Interès Nacional com a castell. Per aquest motiu se l'ha inclòs a la llista de monuments de Sarrià-Sant Gervasi.
| Monument                           | Protecció | Estil/època             | Localització                                                                      | Coordenades                                              | Codi?     | Imatge                                                                                                  |
| ---------------------------------- | --------- | ----------------------- | --------------------------------------------------------------------------------- | -------------------------------------------------------- | --------- | --- |
| Forn de Pa Maragall                |           | Obra popular            | Barcelona Pg. Maragall, 60                                                        |                                                          | IPA-30279 | Carregueu una nova foto d'aquest monument                                                               |
| Can Milans                         |           | Obra popular XVII-XVIII | Barcelona C. Hondures, 40                                                         | 41° 25′ 15″ N, 2° 11′ 21″ E / 41.4208°N,2.18911°E        | IPA-30289 | Carregueu una nova foto d'aquest monument                                                               |
| Racó del Drapaire                  |           | Obra popular            | Barcelona C. Rogent, 134                                                          | 41° 24′ 44″ N, 2° 10′ 52″ E / 41.41209°N,2.18105°E       | IPA-30303 | Carregueu una nova foto d'aquest monument                                                               |
| Can Magí i Can Batllori            |           | Obra popular XIX        | Barcelona Pg. de la Zona Franca                                                   |                                                          | IPA-30309 | Carregueu una nova foto d'aquest monument                                                               |
| Can Valent Gran i Can Valent Petit |           | Obra popular XIX        | Barcelona C. Quetzal i Badal                                                      |                                                          | IPA-30311 | Carregueu una nova foto d'aquest monument                                                               |
| Can Mestres                        |           | Obra popular XX         | Barcelona C. del Foc, 132                                                         | 41° 21′ 31″ N, 2° 08′ 44″ E / 41.35868°N,2.14559°E       | IPA-30313 | Carregueu una nova foto d'aquest monument                                                               |
| Can Ponsà                          |           | Obra popular XIX        | Barcelona Pelfort s/n                                                             |                                                          | IPA-30328 | Carregueu una nova foto d'aquest monument                                                               |
| Ca l'Aleix                         |           | Obra popular XIX        | Barcelona Pelfort, 21                                                             | 41° 24′ 47″ N, 2° 06′ 01″ E / 41.412958°N,2.100383°E     | IPA-30329 | Carregueu una nova foto d'aquest monument                                                               |
| Cal Rectoret                       |           | Obra popular XVII       | Barcelona Av. Rectoret                                                            | 41° 25′ 37″ N, 2° 05′ 31″ E / 41.427°N,2.092°E           | IPA-30332 | Cal Rectoret (Barcelona) · Modifica el valor a Wikidata · Carregueu una nova foto d'aquest monument     |
| Vil·la Paz                         |           | Modernisme XIX          | Barcelona Av. Vallvidrera, 32                                                     |                                                          | IPA-30333 | Carregueu una nova foto d'aquest monument                                                               |
| [ nb 8 ]                           |           | Obra popular XIX        | Barcelona C. Pelfort, 26                                                          | 41° 24′ 47″ N, 2° 05′ 57″ E / 41.412985°N,2.09905°E      | IPA-30334 | Can Cabassa (Barcelona) · Vegeu més fotos d'aquest monument · Carregueu una nova foto d'aquest monument |
| Can Pujades                        |           | Obra popular XVIII      | Barcelona Ctra. de Pantà. Trencall de la ctra. de Vallvidrera (enderrocat)        |                                                          | IPA-30337 | Carregueu una nova foto d'aquest monument                                                               |
| Mas Sauró                          |           | Obra popular XVI-XVII   | Barcelona Camí del Mas Sauró (enderrocat)                                         | 41° 24′ 56″ N, 2° 05′ 39″ E / 41.415608°N,2.094294°E     | IPA-30339 | Mas Sauró (Barcelona) · Vegeu més fotos d'aquest monument · Carregueu una nova foto d'aquest monument   |
| Can Ramis                          |           | Obra popular XVIII      | Barcelona C. Actor Morano, 4                                                      |                                                          | IPA-30341 | Carregueu una nova foto d'aquest monument                                                               |
| Can Canut                          |           | Obra popular XIX        | Barcelona Carroç - ptge. Santa Amèlia                                             |                                                          | IPA-30345 | Carregueu una nova foto d'aquest monument                                                               |
| Can Sala                           |           | Obra popular XIX        | Barcelona Riera Blanca, 205                                                       | 41° 22′ 04″ N, 2° 07′ 56″ E / 41.367668°N,2.132234°E     | IPA-30374 | Carregueu una nova foto d'aquest monument                                                               |
| Habitatge al carrer Gamper         |           |                         | Barcelona Carrer Gamper al costat del número 25 del carrer Anglesola (enderrocat) |                                                          | IPA-39759 | Carregueu una nova foto d'aquest monument                                                               |
| Pont de la Riera d'Horta           |           | Obra popular XIX        | Barcelona Sobre la riera d'Horta                                                  | 41° 25′ 47″ N, 2° 09′ 43″ E / 41.42963114°N,2.16197953°E | IPA-36891 | Carregueu una nova foto d'aquest monument                                                               |